# Niszczyciele typu T47
T47 – typ francuskich niszczycieli, klasyfikowanych oficjalnie jako escorteur d'escadre (eskortowce eskadrowe), zbudowanych po II wojnie światowej w liczbie 12 jednostek. Spotyka się też nazwę typu Surcouf od pierwszej jednostki. Spokrewnione z nimi były typy T53R i T56.

## Historia
Przed II wojną światową francuska marynarka wojenna (Marine nationale) była jedną z najsilniejszych na świecie, posiadającą dużą liczbę nowoczesnych i silnie uzbrojonych niszczycieli. Podczas wojny ponad połowa floty została utracona i po wojnie Francja pozostała z niejednolitą zbieraniną ocalałych okrętów i otrzymanych od sojuszników (m.in. 4 poniemieckimi niszczycielami typów 1934 i 1936A). Mimo zniszczeń wojennych i kryzysu gospodarczego, rząd francuski zdecydował w ramach budżetu na rok 1949 o rozbudowie floty w oparciu o francuskie stocznie i własne projekty. 
Pierwszym powojennym typem francuskich niszczycieli był typ T47, opracowany na przełomie lat 40. i 50. Okręty te po wejściu do służby były oficjalnie klasyfikowane jako eskortowce eskadrowe (Escorteur d'Escadre), później ich klasyfikacja zmieniała się. Budowę pierwszych rozpoczęto w 1951, jako pierwszy wszedł do służby „Surcouf” (1 listopada 1955), pozostałe w 1956 i 1957. Była to najdłuższa seria powojennych francuskich niszczycieli. Budowano je w 4 stoczniach: większość w Stoczni Marynarki Wojennej w Lorient, pozostałe w Stoczni Marynarki Wojennej w Breście, Ateliers et Chantiers de Bretagne w Nantes i Forges et Chantiers de la Gironde.
| Nazwa (znak taktyczny) | Położenie stępki, stocznia     | Wodowanie    | Wejście do służby | Wycofanie ze służby | Przebudowa |
| ---------------------- | ------------------------------ | ------------ | ----------------- | ------------------- | ---------- |
| Surcouf (D621)         | lipiec 1951, Lorient           | 3. 10. 1953  | 1. 11. 1955       | 1971 (zatonął)      | -          |
| Kersaint (D622)        | czerwiec 1951, Lorient         | 3. 10. 1953  | 20. 03. 1956      | 1983                | Tartar     |
| Cassard (D623)         | listopad 1951, Nantes          | 12. 05. 1953 | 14. 04. 1956      | 1974                | -          |
| Bouvet (D624)          | listopad 1951, Lorient         | 3. 10. 1953  | 13. 03. 1956      | 1982                | Tartar     |
| Dupetit Thouars (D625) | marzec 1952, Brest             | 4. 03. 1954  | 15. 09. 1956      | 1988                | Tartar     |
| Chevalier Paul (D626)  | luty 1952, F.C. Gironde        | 28. 07. 1953 | 22. 12. 1956      | 1971                | -          |
| Maillé-Brézé (D627)    | październik 1953, Lorient      | 26. 09. 1954 | 4. 05. 1957       | 1988                | Malafon    |
| Vauquelin (D628)       | marzec 1953, Lorient           | 26. 09. 1954 | 3. 11. 1956       | 1986                | Malafon    |
| D'Estrées (D629)       | maj 1953, Brest                | 27. 11. 1954 | 19. 03. 1957      | 1985                | Malafon    |
| Du Chayla (D630)       | lipiec 1953, Brest             | 27. 11. 1954 | 4. 06. 1957       | 1991                | Tartar     |
| Casabianca (D631)      | październik 1953, F.C. Gironde | 13. 11. 1954 | 4. 05. 1957       | 1984                | Malafon    |
| Guépratte (D632)       | sierpień 1953, Nantes          | 8. 11. 1954  | 6. 06. 1957       | 1985                | Malafon    |

## Opis
Okręty te były przede wszystkim przeznaczone do osłony grup okrętów i konwojów przed atakami lotnictwa, okrętów nawodnych i okrętów podwodnych, dlatego miały silne uzbrojenie główne w postaci 6 amerykańskich armat uniwersalnych kalibru 127 mm w opracowanych we Francji dwudziałowych wieżach. Uzbrojenie artyleryjskie uzupełniało 6 armat przeciwlotniczych 57 mm na licencji szwedzkiego Boforsa. Jako uzbrojenie przeciw okrętom podwodnym okręty miały 6 wyrzutni krótkich torped L3, samonaprowadzających się na cel za pomocą stacji hydrolokacyjnej. Słabsze było uzbrojenie torpedowe przeciw okrętom nawodnym (6 wyrzutni torped, z czego jedynie 3 na każdej z burt), lecz jego rola w walce morskiej malała. Architektura okrętów była typowa dla niszczycieli przedwojennych i z pierwszych lat powojennych, z uskokiem pokładu dziobowego na ok. ⅓ długości i dwoma smukłymi kominami na śródokręciu, z charakterystycznymi dla francuskich okrętów kołpakami. Początkowo miały one odkryte główne stanowisko dowodzenia. Na dziobie znajdowała się jedna wieża artylerii głównej, za nią na nadbudówce wieża dział plot, pozostałe dwie wieże artylerii głównej znajdowały się w dwóch poziomach na rufie, a dwie wieże artylerii plot – na śródokręciu, w linii poprzecznej. Kadłub dzielił się na 15 przedziałów wodoszczelnych. Siłownia była w układzie eszelonowym – przedziały kotłów oddzielone przedziałem turbin i za nimi przedział drugiej turbiny, w celu zwiększenia przeżywalności okrętu. 
Dalszym rozwinięciem niszczycieli typu T47 było 5 niszczycieli typu T53R z nowszym wyposażeniem elektronicznym i wyrzutniami rakietowych bomb głębinowych, a jeszcze dalszym pojedynczy okręt typu T56 – „La Galissonnière”.

## Modernizacje

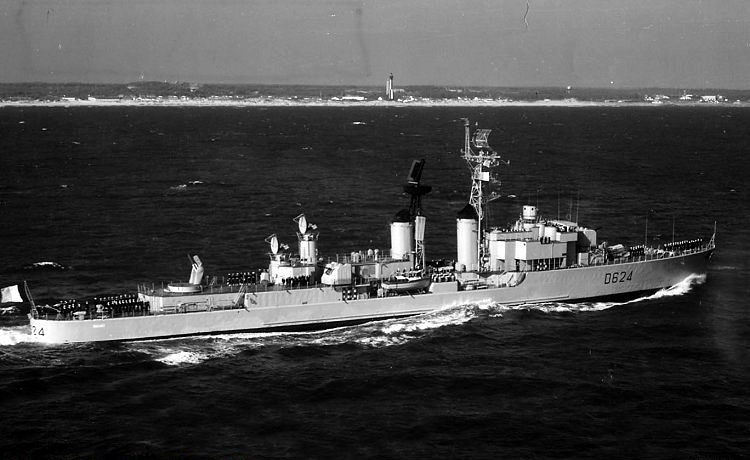
Niszczyciel „Bouvet” w 1965 roku

Wkrótce po wejściu do służby, w związku z szybkim rozwojem techniki wojny na morzu, zdecydowano o modernizacji okrętów w celu dostosowania ich do warunków nowoczesnego pola walki przez instalację systemów rakietowych. 
Cztery okręty: „Kersaint”, „Bouvet”, „Dupetit Thouars” i „Du Chayla” w latach 1961–1965 przebudowano na niszczyciele rakietowe, z zastosowaniem zakupionych w USA kierowanych pocisków przeciwlotniczych średniego zasięgu Tartar. Z okrętów zdjęto całą artylerię główną, instalując za to na rufie pojedynczą wyrzutnię Mk 13 pocisków Tartar oraz dwie kolumny z radarami kierowania ogniem SPG-51B i niską nadbudówkę z pomieszczeniami dla operatorów. Pod wyrzutnią był magazyn na 40 pocisków. Na miejscu dziobowej wieży 127 mm zainstalowano wyrzutnię rakietowych bomb głębinowych Bofors kalibru 375 mm. Zachowano armaty plot 57 mm, lecz zmieniono nieco położenie wież rufowych. Wymieniono też radary i wyposażenie elektroniczne oraz zmodernizowano nadbudówkę dziobową i dokonano innych zmian. W późniejszym okresie okręty zmodyfikowano do przenoszenia nowych pocisków SM-1 Standard MR.

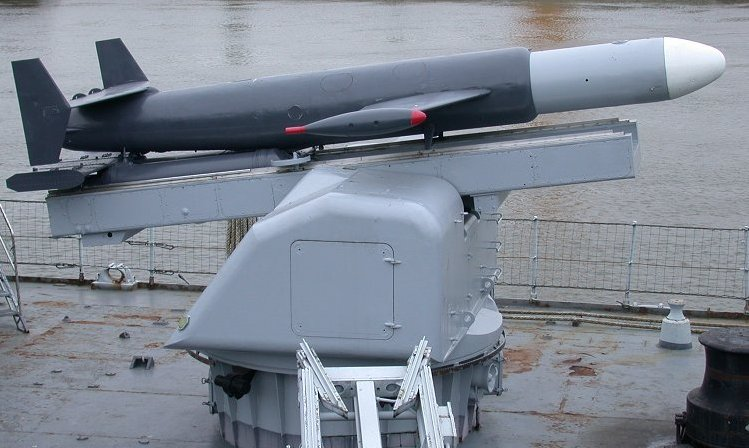
Wyrzutnia rakietotorped Malafon

Pięć okrętów: „Maillé-Brézé”, „Vauquelin”, „D'Estrées”, „Casabianca” i „Guépratte” przebudowano w latach 1968–1971 dla zwiększenia możliwości wykrywania i zwalczania okrętów podwodnych. Architektura nadbudówek uległa znacznej przebudowie, powiększono nadbudówkę dziobową, ponadto przedłużono o prawie 4 m pawęż rufową w celu instalacji na rufie sonaru holowanego. Całość uzbrojenia artyleryjskiego zdjęto i zastąpiono dwoma nowymi armatami uniwersalnymi 100 mm w pojedynczych wieżach, zamontowanych na pokładzie dziobowym i nadbudówce rufowej. Jako główne uzbrojenie wprowadzono wyrzutnię rakietotorped Malafon na rufie. Przed nadbudówką dziobową zainstalowano wyrzutnię rakietowych bomb głębinowych Bofors. Zmodernizowano też wyposażenie elektroniczne.
Pozostałe trzy okręty, „Surcouf”, „Cassard” i „Chevalier Paul” podlegały niewielkim zmianom: w latach 1961–1962 przebudowano je do roli przewodników flotylli, przez powiększenie nadbudówek dziobowych mieszczących pomieszczenia sztabowe, w miejscu usuniętej wieży armat 57 mm. Usunięto też wyrzutnie torped przeciw okrętom nawodnym.

## Służba
Służba okrętów przebiegała bez większych epizodów bojowych. Kilka z nich brało udział w agresji na Egipt w październiku 1956, podczas której „Kersaint” ostrzelał egipski niszczyciel „Ibrahim el Awal”.
6 czerwca 1971 niszczyciel „Surcouf” został poważnie uszkodzony w kolizji z radzieckim zbiornikowcem „Gienierał Bucharow” w pobliżu Kartageny (9 zabitych, 1 ranny). Uderzony w śródokręcie przełamał się, po czym część dziobowa zatonęła, a część rufowa odholowana do Tulonu, została zatopiona w 1972 jako okręt-cel Q495 dla pocisków Exocet. W 1971 i 1974 wycofano do rezerwy niszczyciele „Chevalier Paul” i „Cassard”, z której już nie powróciły do służby (pod koniec lat 70. na miejsce powiększonych nadbudówek i zdemontowanych wcześniej wież dziobowych dział 57 mm zamontowano na nich wyrzutnię rakietowych bomb głębinowych). Niszczyciele z pociskami plot Tartar wycofano w latach 1982–1988, a „Du Chayla”, będący ostatnim aktywnym okrętem typu, 15 listopada 1991 (podczas służby przepłynął 913 860 Mm i służył podczas wojny w Zatoce Perskiej). Niszczyciele z rakietotorpedami wycofano w latach 1984-1988, ostatni z nich „Maillé-Brézé” zachowano jako okręt-muzeum w Nantes. 
Część niszczycieli wycofanych ze służby była następnie używana w rolach hulków i innych rolach pomocniczych. Liczne zostały zatopione jako okręty-cele podczas ćwiczeń marynarki francuskiej: „Kersaint” w maju 1986 na Atlantyku ogniem artylerii, „Chevalier Paul” w maju 1987 przez samoloty Dassault Super Étendard lotniskowca „Clemenceau”, „Guépratte” 9 listopada 1994 dwoma pociskami AM39 Exocet samolotów Breguet Atlantic i Super Étendard, „D'Estrées” 12 września 2001 torpedą F17mod2 atomowego okrętu podwodnego „Saphir”, „Du Chayla” we wrześniu 2001 przez ładunek podwodny, „Vauquelin” 13 lutego 2004 przez Super Étendardy lotniskowca „Charles of Gaulle”.
„Bouvet” po wycofaniu ze służby pozostawał zakotwiczony w porcie Lorient, pod oznaczeniem Q635, pełniąc rolę falochronu (stan na 2012 rok).

## Dane techniczne
(Okrętów przed modernizacją; po modernizacjach podobne)
- wymiary:
  - długość – 128,4 m
  - szerokość – 12,7 m
  - zanurzenie – 5,4 m
- wyporność: 
  - standardowa – 2750 t
  - pełna – 3850 t
- napęd: 2 turbiny parowe Rateau o mocy łącznej 63 000 KM, 4 kotły wodnorurkowe, 2 śruby napędowe
- prędkość maksymalna – 34 węzły
- zasięg / przy prędkości – 5000 mil morskich / 18 w.
- załoga – 310

### Uzbrojenie
Po wejściu do służby
- 6 armat uniwersalnych kalibru 127 mm w dwudziałowych wieżach (3 × II)
  - masa pocisku: 12,38 kg, donośność pozioma: 16,65 km, pionowa: 11,33 km, kąt podniesienia: 85°
- 6 armat przeciwlotniczych 57 mm model 1951 w dwudziałowych wieżach (3 × II)
- 4 pojedyncze działka plot 20 mm Oerlikon
- 6 wyrzutni torpedowych kalibru 550 mm (2 × III)
- 6 wyrzutni torpedowych kalibru 550 mm dla torped L3 przeciw okrętom podwodnym (2 × III)

Po modernizacji do niszczycieli rakietowych
- 1 jednoprowadnicowa wyrzutnia kierowanych przeciwlotniczych pocisków rakietowych RIM-24 Tartar (zapas 40 pocisków, zasięg do 30 km), później SM-1 Standard MR.
- 6 armat przeciwlotniczych 57 mm model 1951 w dwudziałowych wieżach (3 × II)
- 6 wyrzutni torpedowych kalibru 550 mm dla torped L3 przeciw okrętom podwodnym (2 × III)
- sześciolufowy miotacz rakietowych bomb głębinowych Bofors kalibru 375 mm model 1972

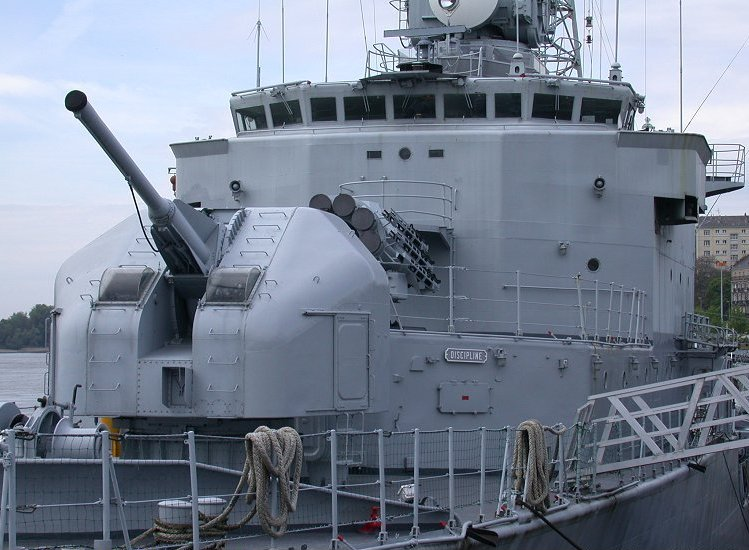
Dziobowa armata 100 mm niszczyciela „Maillé-Brézé”

Po modernizacji do zwalczania okrętów podwodnych
- 2 pojedyncze automatyczne armaty uniwersalne kalibru 100 mm L/55 Modele 1968-II w dwóch wieżach (2 × I)
  - masa pocisku 13,5 kg, donośność pozioma 17 km, pionowa 8 km
- 2 działka plot 20 mm Oerlikon
- wyrzutnia rakietotorped Malafon
- 6 wyrzutni torpedowych kalibru 550 mm dla torped L3 przeciw okrętom podwodnym (2 × III)
- sześciolufowy miotacz rakietowych bomb głębinowych Bofors kalibru 375 mm model 1972

### Wyposażenie elektroniczne
Przed modernizacją
- radar dozoru ogólnego DRBV 11
- radar wykrywania celów powietrznych DRBV 20A (na drugim maszcie)
- radar dozoru nawodnego i nawigacyjny DRBV 30 (na pierwszym maszcie)
- 2 radary kierowania artylerii DRBC 11 i DRBC 30
- dziobowa stacja hydrolokacyjna podkilowa DUBV 1B
- stacja hydrolokacyjna DUBA 1B

Po modernizacji do niszczycieli rakietowych
- radar dozoru powietrznego DRBV 22 (wcześniej DRBV20A)
- radar wykrywania celów powietrznych AN/SPS 39A
- radar dozoru nawodnego i nawigacyjny DRBV 31
- radar kierowania artylerii DRBC 31
- 2 radary naprowadzania pocisków plot AN/SPG 51B
- stacja hydrolokacyjna DUBV 24
- stacja hydrolokacyjna DUBA1
- system rozpoznania radioelektronicznego ARBA 10C

Po modernizacji do zwalczania okrętów podwodnych
- radar dozoru powietrznego DRBV 22
- radar dozoru nawodnego DRBV 50
- radar nawigacyjny DRBN 32
- 2 radary kierowania artylerii DRBC 32A
- stacja hydrolokacyjna podkilowa DUBV 23
- holowany sonar DUBV 43 o zmiennej głębokości holowania
- system rozpoznania radioelektronicznego ARBA 10C